# Partido San Pedro
San Pedro ist ein Partido im Norden der Provinz Buenos Aires in Argentinien. Laut einer Schätzung von 2019 hat der Partido 63.283 Einwohner auf 1.202 km². Der Verwaltungssitz ist die Stadt San Pedro. Die Wirtschaft wird von der Landwirtschaft dominiert, die wichtigsten landwirtschaftlichen Produkte sind Weizen, Sojabohnen und Obst.

## Orte
San Pedro ist in 6 Ortschaften und Städte, sogenannte Localidades, unterteilt.
- San Pedro (Verwaltungssitz)
- Gobernador Castro
- Santa Lucía
- Río Tala
- Pueblo Doyle
- Obligado